# 圣于连勒佩勒兰
圣于连勒佩勒兰（法語：Saint-Julien-le-Pèlerin，法語發音：[sɛ̃ ʒyljɛ̃ lə pɛlʁɛ̃]）是法国科雷兹省的一个市镇，属于蒂勒区。

## 地理
圣于连勒佩勒兰（45°1'3"N, 2°4'38"E）面积15.4 平方千米，位于法国新阿基坦大区科雷兹省，该省份为法国中南部省份，北起上维埃纳省和克勒兹省，西接多爾多涅省，南至洛特省，东临多姆山省和康塔爾省。
与圣于连勒佩勒兰接壤的市镇（或旧市镇、城区）包括：锡朗、康普圣马蒂兰莱奥巴泽、古勒、塞克勒、凯尔西地区苏塞拉克。
圣于连勒佩勒兰的时区为UTC+01:00、UTC+02:00（夏令时）。

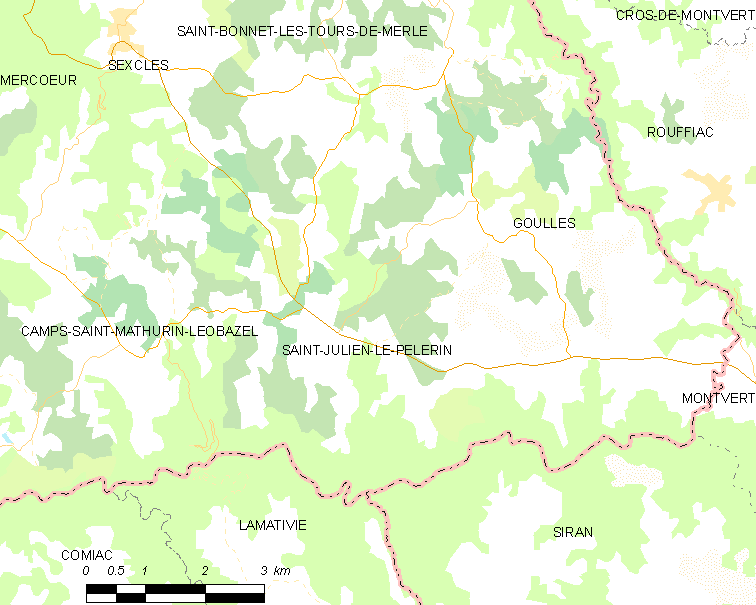
圣于连勒佩勒兰的OSM定位图

## 行政
圣于连勒佩勒兰的邮政编码为19430，INSEE市镇编码为19215。

## 政治
圣于连勒佩勒兰所属的省级选区为多尔多涅河畔阿让塔县。

## 人口

1962-2008年间圣于连勒佩勒兰人口变化图示

圣于连勒佩勒兰于2022年1月1日时的人口数量为116人。